# Tat'jana Petrova
Tat'jana Vladimirovna Petrova (in russo Татьяна Владимировна Петрова?; Čeljabinsk, 22 maggio 1973) è un'ex pallanuotista russa, vincitrice di una medaglia di bronzo ai giochi olimpici di Sydney 2000.